# Rowett Research Institute

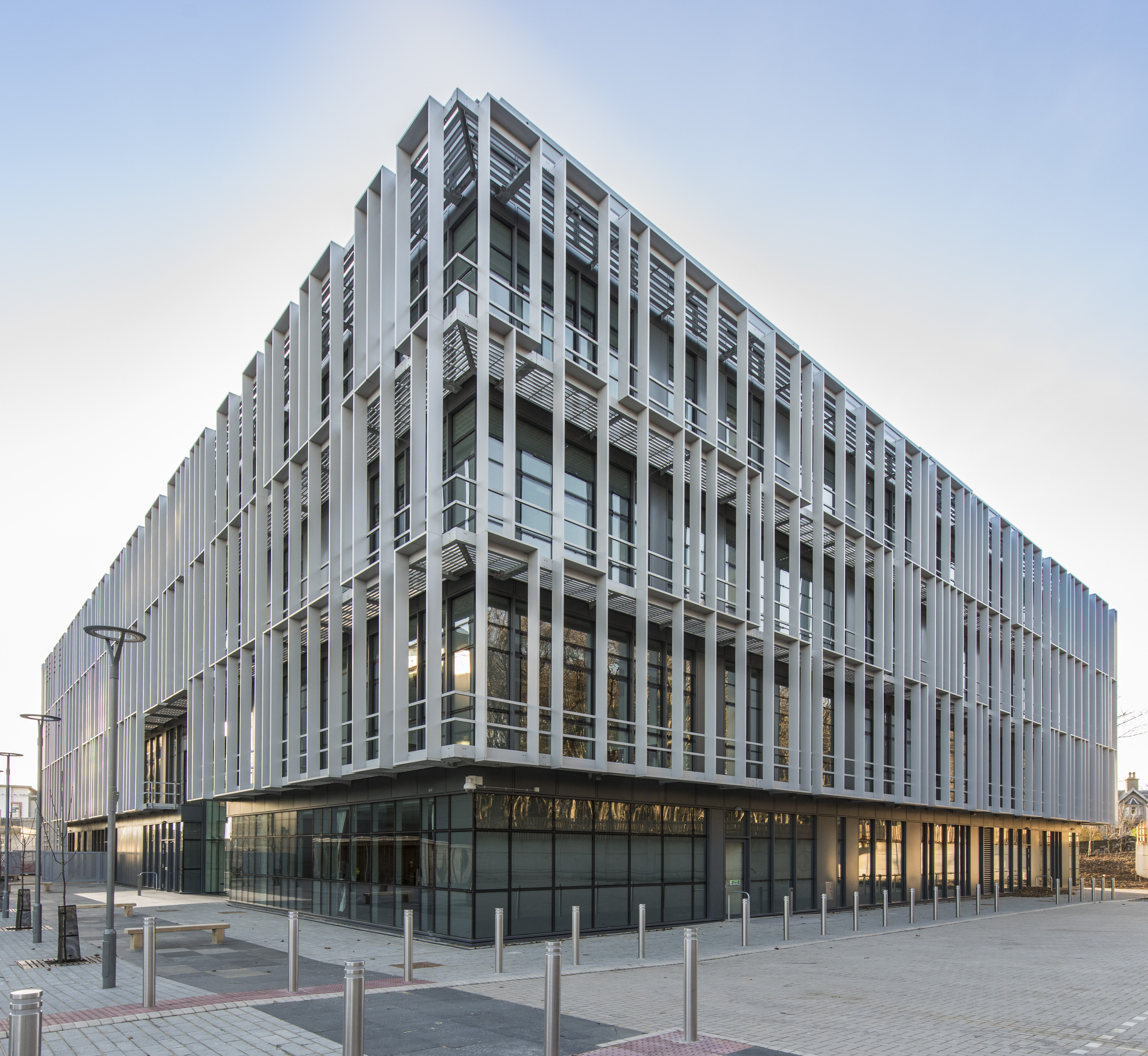
O novo edifício no Foresterhill Health Campus.

O Rowett Research Institute, é um centro de pesquisa, para estudos sobre alimentação, localizado em Aberdeen. 